# 油ヶ淵

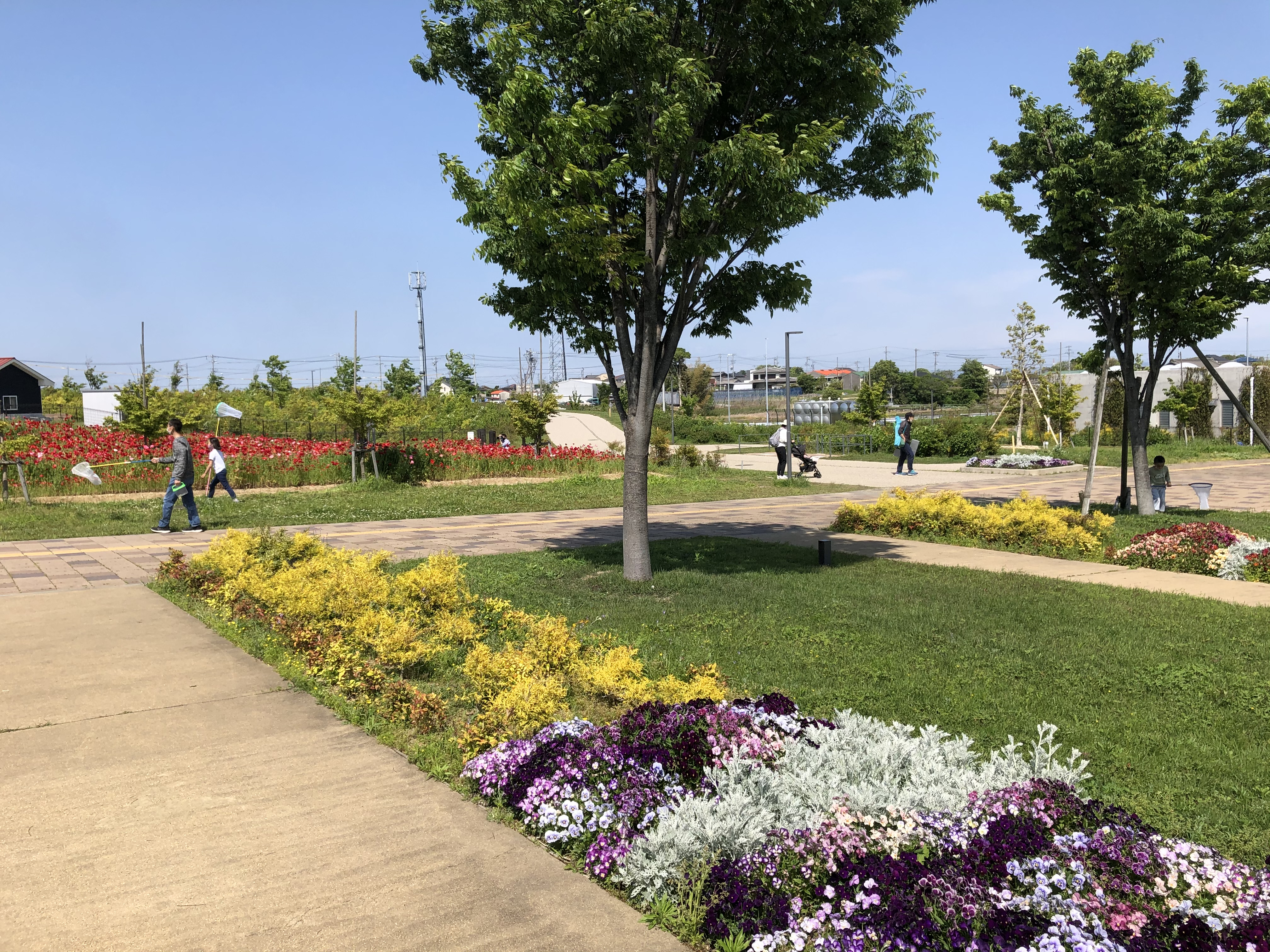
油ヶ淵水辺公園・自然ふれあい生態園（安城市東端町）

油ヶ淵（あぶらがふち）は、愛知県碧南市と安城市の境にある湖沼。愛知県唯一の天然湖沼である。二級河川に指定されている。

## 名称
「油ヶ淵」の名前は、かつて内海だった油ヶ淵の湖畔（碧南市油渕町）に住んでいた母子の伝説（息子の漁の安全を祈る母のために、淵の主である龍が娘の姿に化け、油を買いに来て岬を照らしたという伝説）に基づく。

## 地理
周囲6.3 km、面積0.64 km2、平均水深は3 m。海水と淡水の混じり合った汽水湖である。流入河川には長田川、半場川、朝鮮川、稗田川があり、高浜川および新川を通じて衣浦湾へ流出している。湖畔（碧南市側）には油ヶ淵に接していることに由来した「油渕町」という地名がある。
周辺には日本モーターボート選手会常設訓練所・勤労青少年水上スポーツセンターや油ヶ渕遊園地（花しょうぶ園）がある。

### ギャラリー

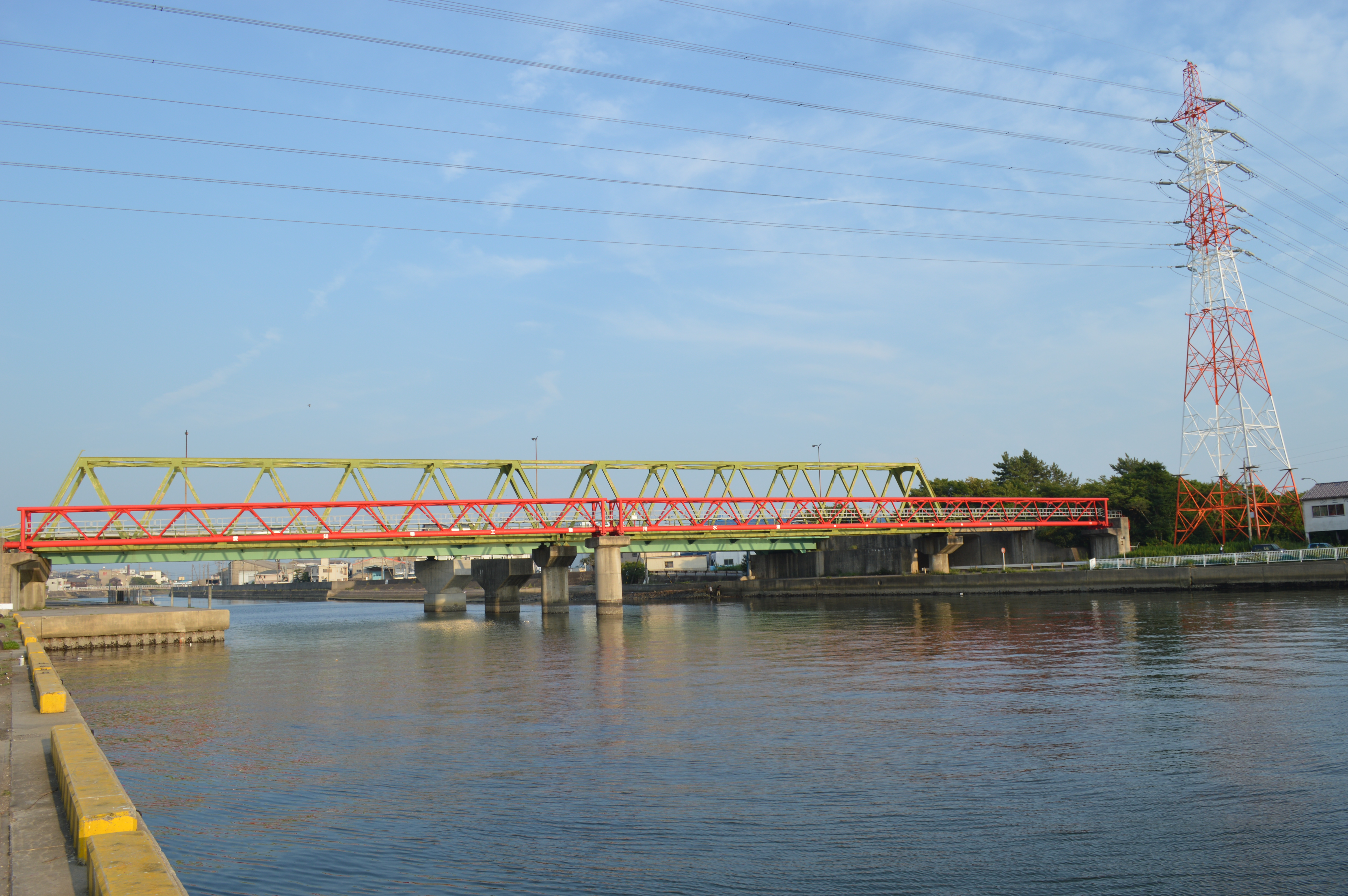
1935年（昭和11年）に流出河川として開削された高浜川
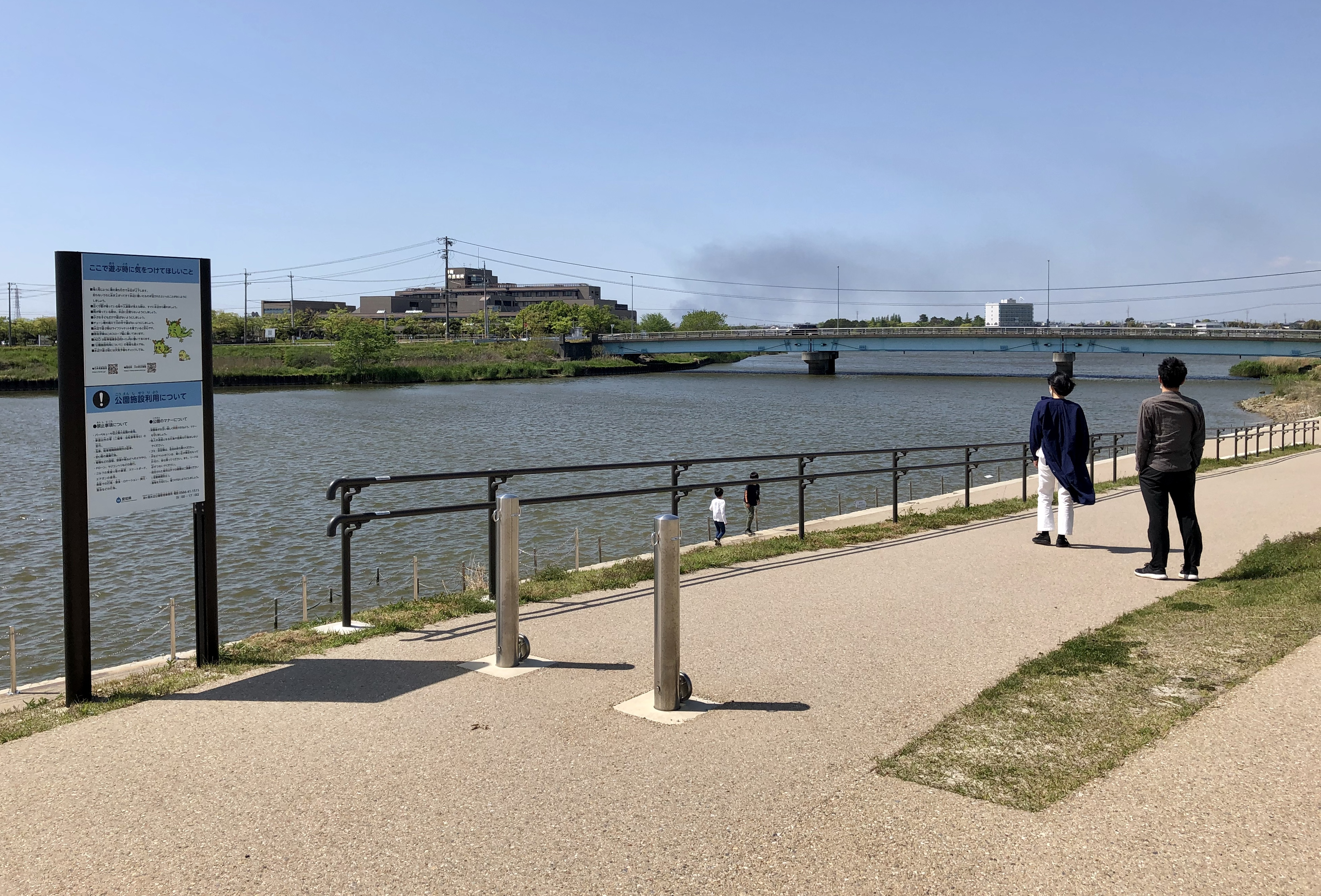
安城市東端町
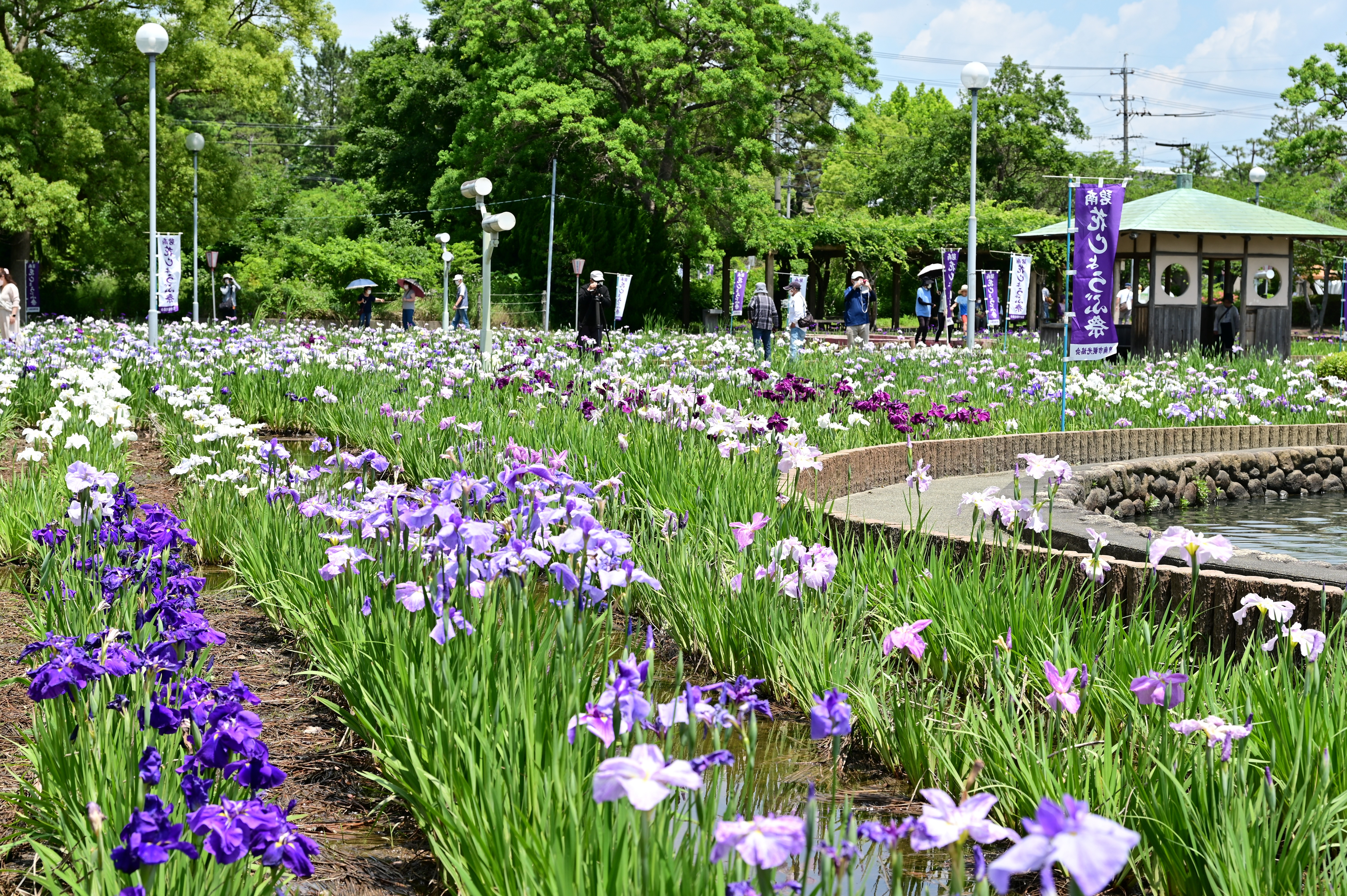
油ヶ渕遊園地（花しょうぶ園）

## 歴史

### 油ヶ淵の成立
現在の油ヶ淵一帯はかつて、洪積台地の開析谷に連なる溺れ谷で、「北浦」と呼ばれる入り江になっていた。
1605年（慶長10年）に本多康俊（西尾城主）が幕命を受け、米津清右衛門を奉行として、矢作新川の開削を行う。木戸（安城市）から米津（現在の西尾市）の間に新たな堀割（長さ12町・幅20間・深さ8間）が築かれたが、矢作川上流から流れる土砂が南の入海を埋めるようになり、鷲塚は半島に変わった。また、湖面は矢作川の河床より低いことから、沿岸に洪水被害が相次ぐようになったため、江戸幕府は1644年（正保元年）に米津 - 鷲塚間に堤防を築き、入海の一部を切断する形で油ヶ淵が誕生した。

### 排水路の開削
しかしその後、長田川や稗田川などの水が油ヶ淵に注ぐようになり、沿岸の村々が大雨の際に浸水被害を受けるようになったため、江戸の商人である伏見屋又兵衛が新たな排水路建設を行い、油ヶ淵の周囲と矢作川沿いに新田（伏見屋新田）を築いたほか、1701年（元禄14年）に大浜村千福で排水する新しい水路を計画。1704年（宝永元年）までに現在の蜆川・新川に相当する排水路が建設された。
1908年（明治41年）には油ヶ淵を水源とする平和用水が完成し、1975年（昭和50年）まで農業用水として用いられた。豪雨時に沿岸の水田への冠水被害が続いたため、1935年（昭和10年）には新たな開削工事により、高浜川が完成した。1967年（昭和42年）以降は総合遊園地として整備が進み、釣り場・花ショウブ園などが設けられた。

### 公園の整備
高度経済成長期には工業排水や生活排水により汚濁が進み、東海地方では佐鳴湖（静岡県浜松市）と並んで汚い湖沼とされた。その後は近隣自治体により浄化が進められるとともに、県営都市公園の油ヶ淵水辺公園として整備された。